# Governo Montenegro II
Il Governo Montenegro II è il 25º ed attuale governo del Portogallo, in carica dal 5 giugno 2025.
Si tratta di un governo monocolore di minoranza, nato in seguito alla vittoria del Partito Social Democratico (PSD) e della sua Alleanza Democratica (AD) alle elezioni legislative.

## Storia

### Formazione
Dopo la vittoria di misura della maggioranza relativa dei seggi da parte della coalizione Alleanza Democratica (di cui il Partito Social Democratico fu la forza di maggior peso) alle elezioni legislative, causate da una crisi di governo a sua volta innescata da un presunto scandalo di conflitto di interessi nel precedente esecutivo, il leader Luís Montenegro fu nuovamente incaricato dal Presidente Marcelo Rebelo de Sousa, in data 29 maggio, di formare un nuovo governo, cosa che fece il 4 giugno, annunciando contestualmente la lista dei ministri.
Il giorno successivo, dunque, il governo è ufficialmente entrato in carica.

## Compagine di governo

### Appartenenza politica
| Partito | Partito                                      | Presidente | Ministri | Segretari di Stato | Totale |
| ------- | -------------------------------------------- | ---------- | -------- | ------------------ | ------ |
|         | Partito Social Democratico (PSD)             | 1          | 11       | 31                 | 43     |
|         | CDS - Partito Popolare (CDS-PP)              | —          | 1        | 2                  | 3      |
|         | Indipendenti — Alleanza Democratica (IND-AD) | —          | 3        | 4                  | 7      |
|         | Indipendenti (IND)                           | —          | 1        | 6                  | 7      |
| Totale  | Totale                                       | 1          | 16       | 43                 | 60     |

### Situazione parlamentare
| Camera                     | Collocazione | Partiti                                                   | Seggi    |
| -------------------------- | ------------ | --------------------------------------------------------- | -------- |
| Assemblea della Repubblica | Governo      | AD (91)                                                   | 91 / 230 |
| Assemblea della Repubblica | Astensione   | PS (58)                                                   | 58 / 230 |
| Assemblea della Repubblica | Opposizione  | CH (60), IL (9), L (6), CDU (3), BE (1), PAN (1), JPP (1) | 81 / 230 |

## Composizione
Partito Social Democratico (PSD)
     CDS - Partito Popolare (CDS-PP)
     Indipendenti (di area Alleanza Democratica)
     Indipendenti
| Ufficio del Primo ministro                                            | Ufficio del Primo ministro | Ufficio del Primo ministro | Ufficio del Primo ministro                    | Ufficio del Primo ministro |
| Carica                                                                | Titolare                   | Titolare                   | Titolare                                      | Segretari di Stato |
| --------------------------------------------------------------------- | -------------------------- | -------------------------- | --------------------------------------------- | --- |
| Primo ministro                                                        |                            |                            | Luís Montenegro (PSD)                         | - João Valle e Azevedo (IND) Presidenza - Rui Armindo da Costa Freitas (PSD) Aggiunto per la Presidenza e l’Immigrazione - Tiago Meneses Moutinho Macierinha (Indipendente) Consiglio dei ministri |
| Presidenza                                                            |                            |                            | António Leitão Amaro (PSD)                    | - João Valle e Azevedo (IND) Presidenza - Rui Armindo da Costa Freitas (PSD) Aggiunto per la Presidenza e l’Immigrazione - Tiago Meneses Moutinho Macierinha (Indipendente) Consiglio dei ministri |
| Ministri aggiunti                                                     | Ministri aggiunti          | Ministri aggiunti          | Ministri aggiunti                             | Segretari di Stato |
| Ministro aggiunto Riforma dello Stato e dell’Amministrazione Pubblica |                            |                            | Gonçalo Matias (PSD)                          | - Bernardo Gomes Pereira Correia (Indipendente) Digitalizzazione - Paulo António Magro da Luz (Indipendente) Semplificazione |
| Ministeri                                                             |                            |                            |                                               | |
| Ministri                                                              | Ministri                   | Ministri                   | Ministri                                      | Segretari di Stato |
| Esteri                                                                |                            |                            | Paulo Rangel (PSD)                            | - Inês Domingos (PSD) Affari europei - Ana Isabel Xavier (PSD) Affari esteri e cooperazione - Emídio Ferreira dos Santos Sousa (PSD) Comunità portoghesi |
| Stato e Finanze                                                       |                            |                            | Joaquim Miranda Sarmento (PSD)                | - José Maria Gonçalves Pereira Brandão de Brito (PSD) Bilancio - Cláudia Maria dos Reis Duarte Melo de Carvalho (PSD) Questioni fiscali - João Alexandre da Silva Lopes (PSD) Tesoro e Finanze - Marisa da Luz Bento Garrido Marques Oliveira (PSD) Pubblica amministrazione                                     |
| Difesa Nazionale                                                      |                            |                            | Nuno Melo (CDS-PP)                            | - Álvaro Castello Braco (CDS-PP) Aggiunto per la Difesa nazionale - Nuno Maria Herculano de Carvalho Pinheiro Torres (Indipendente) Aggiunto per la Politica di Difesa nazionale |
| Istruzione, Scienza e Innovazione                                     |                            |                            | Fernando Alexandre (Indipendente)             | - Manuel Alexandre Mateus Homem Cristo (PSD) Aggiunto per l’Istruzione - María Luisa Gaspar do Pranto Lopes de Oliveira (PSD) Amministrazione scolastica - Helena Cristina de Matos Canhão (Indipendente) Scienza ed innovazione - Cláudia Sofia Sarrico Ferreira da Silva (Indipendente) Insegnamento superiore |
| Amministrazione interna                                               |                            |                            | Maria Lúcia Amaral (Indipendente)             | - Telmo Correia (CDS-PP) Amministrazione interna - Paulo Jorge Simões Ribeiro (PSD) Aggiunto per l’Amministrazione interna - Rui Alexandre Novo e Rocha (PSD) Protezione civile |
| Giustizia                                                             |                            |                            | Rita Júdice (Indipendente)                    | - Ana Luísa da Silva Gonçalves Machado (Indipendente) Giustizia - Gonçalo Pedro da Cunha Viegas Pires (Indipendente) Aggiunto per la Giustizia |
| Affari parlamentari                                                   |                            |                            | Carlos Abreu Amorim (PSD)                     | Carica non assegnata |
| Economia e Coesione Territoriale                                      |                            |                            | Manuel Castro Almeida (PSD)                   | - João Rui da Silva Gomes Ferreira (PSD) Economia - Hélder Manuel Gomes dos Reis (PSD) Pianificazione e sviluppo regionale - Silvério Rodrigues Regalado (PSD) Amministrazione locale ed ordinamento del territorio - Pedro Machado (PSD) Turismo, commercio e servizi                                           |
| Agricoltura e Mare                                                    |                            |                            | José Manuel Fernandes (PSD)                   | - Salvador Malheiro Ferreira da Silva (PSD) Pesca e mare - João Manuel Moura Rodrigues (PSD) Agricoltura - Rui Miguel Ladeira Pereira (PSD) Foreste |
| Lavoro, Solidarietà e Previdenza sociale                              |                            |                            | Maria do Rosário Palma Ramalho (Indipendente) | - Susana Filipa de Moura Lima (PSD) Previdenza sociale - Clara Marques Mendes (PSD) Azione sociale ed inclusione - Adriano Rafael Sousa Moreira (PSD) Lavoro |
| Cultura, Gioventù e Sport                                             |                            |                            | Margarida Balseiro Lopes (PSD)                | - Carla Maria de Pinho Rodrigues (PSD) Aggiunta per la Gioventù e l’Uguaglianza - Alberto Fernando da Silva Santos (PSD) Cultura - Pedro Miguel Pereira Dias (Indipendente) Sport |
| Infrastrutture e Abitazioni                                           |                            |                            | Miguel Pinto Luz (PSD)                        | - Hugo Morato Alface do Espírito Santo (PSD) Infrastrutture - Cristina Maria dos Santos Pinto Dias (PSD) Mobilità - Patrícia Gonçalves Costa de Machado Santos (PSD) Abitazioni |
| Ambiente ed Energia                                                   |                            |                            | Graça Carvalho (PSD)                          | - João Manuel do Amaral Esteves (PSD) Ambiente - Jean Paulo Gil Barroca (PSD) Energia |
| Salute                                                                |                            |                            | Ana Paula Martins (PSD)                       | - Ana Margarida Pinheiro Povo (PSD) Salute - Francisco Nuno Rocha Gonçalves (Indipendente) Gestione della Salute |